# Sokolovo
Sokolovo (Bulgaars: Соколово) is een dorp in Bulgarije. Het dorp is gelegen in de gemeente Lovetsj, oblast Lovetsj. Het dorp ligt hemelsbreed op een afstand van 10 km van Lovetsj en 113 km van Sofia.

## Bevolking
. Op 31 december 2019 telde het dorp 79 inwoners, ruim 8 keer minder dat het maximum van 655 personen in december 1934.
|  |

Van de 121 inwoners reageerden er 119 op de optionele volkstelling van 2011. Van deze 119 respondenten identificeerden 113 personen zichzelf als etnische Bulgaren (95%), gevolgd door 5 Bulgaarse Turken (5%).